# Kiss Kiss
Kiss Kiss – zespół wykonujący indie rock, powstały w Nowym Jorku. Grupa została utworzona przez Joshuę Benasha (gitara, syntezator i wokale) i Jareda Karnsa (perkusja). Wcześniej panowie występowali w różnych zespołach uniwersyteckich. Ich muzyka charakteryzuje się klasycznym podejściem do indie ze wstawkami elektronicznymi i orkiestrowymi.

## Muzycy

### Obecny skład zespołu
- Josh Benash - gitara, śpiew, syntezator
- Jared Karns - perkusja
- Mike Abiuso - gitara, śpiew, syntezator
- Rebecca "Beckster" Schlappich - elektryczne skrzypce
- James O'Keeffe - gitara basowa

### Byli członkowie zespołu
- Sam Oatts - gitara basowa
- Bob Pycior - skrzypce
- Evan Crow - gitara, syntezator
- James Wolff - elektryczne skrzypce, gitara
- Lacy Rostyak - elektryczne skrzypce, śpiew
- Jonathan Jetter - gitara
- Pat Lamothe - gitara basowa

## Dyskografia

### Albumy
- 10 października 2005 Kiss Kiss
- 6 lutego 2007 Reality vs. The Optimist
- 7 lipca 2009 The Meek Shall Inherit What's Left

### Single
- 2007 Machines
- 2007 Satellite
- 2009 All They Draw
- 2009 Innocent I

## Teledyski
- 2007 "Machines"
- 2007 "The Cats In Your House"
- 2009 "Innocent I"
- 2009 "Plague #11"
- 2010 "All They Draw"